# Frielendorf
Frielendorf är en kommun och ort i Schwalm-Eder-Kreis i Regierungsbezirk Kassel i förbundslandet Hessen i Tyskland.
Kommunerna Frielendorf, Gebersdorf, Lenderscheid, Linsingen och Todenhausen gick samman i en ny storkommun Frielendorf 31 december 1971. I andra sammanslagning gick kommunerna Frielendorf, Grenzebach, bildat 31 januari 1971 genom en sammanslagning av kommunerna Leimsfeld, Obergrenzebach och Schönborn, Allendorf, Großropperhausen, Leuderode, Spieskappel och Verna samman i en större kommun Frielendorf.